# Arsèguel
Arsèguel (spanisch Arsegüell) ist eine Gemeinde (municipi) mit 78 Einwohnern (Stand: 2024) in der Provinz Lleida in der Autonomen Region Katalonien. 

## Lage
Arsèguel liegt in den Bergen der südlichen Pyrenäen in einer durchschnittlichen Höhe von ca. 950 m am Segre. Arsèguel liegt etwa 110 Kilometer nordnordöstlich von Lleida.

## Bevölkerungsentwicklung
| Jahr      | 1970 | 1981 | 1990 | 2001 | 2011 | 2021 |
| Einwohner | 118  | 81   | 101  | 101  | 100  | 85   |

## Sehenswürdigkeiten

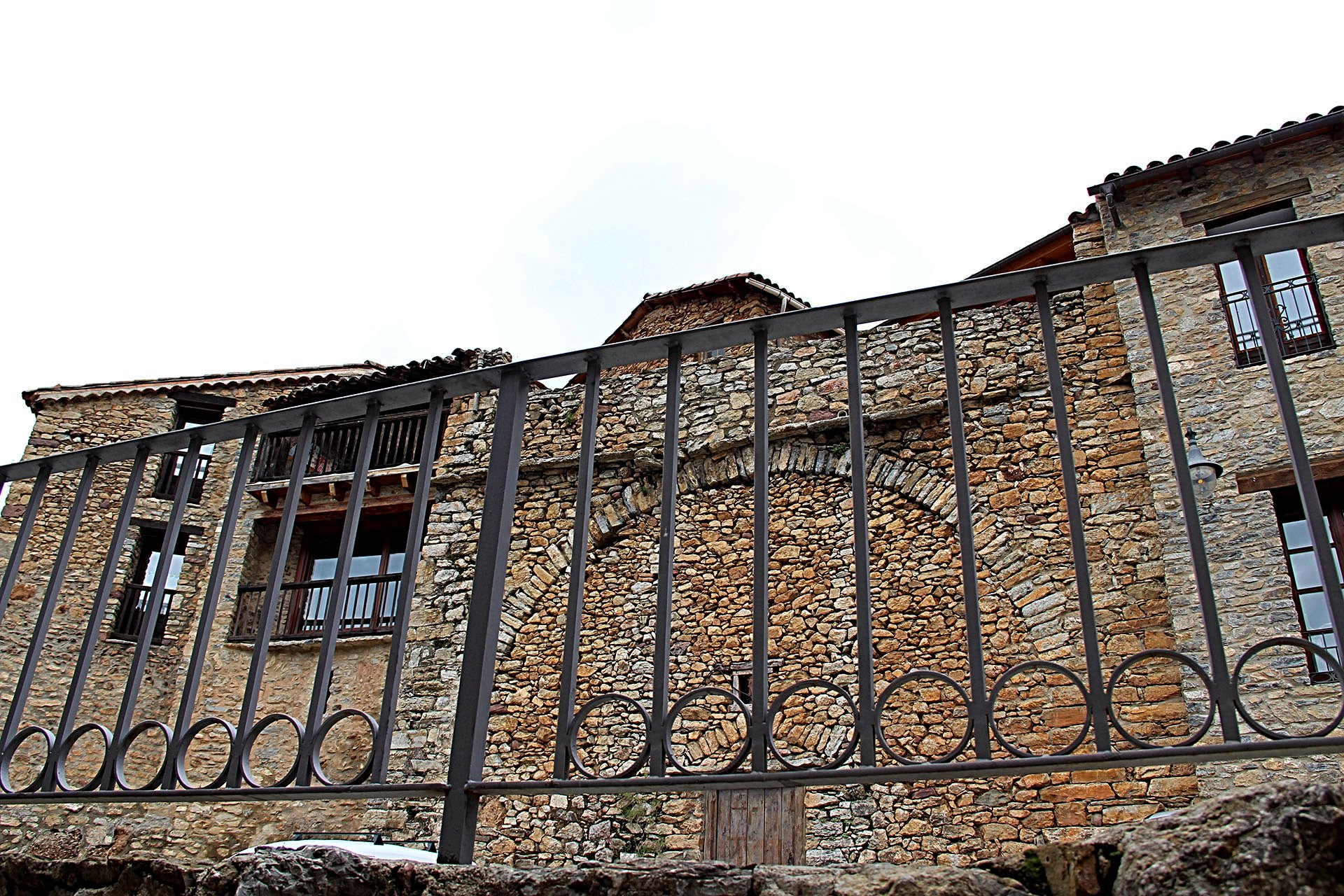
Burganlage von Arsèguel
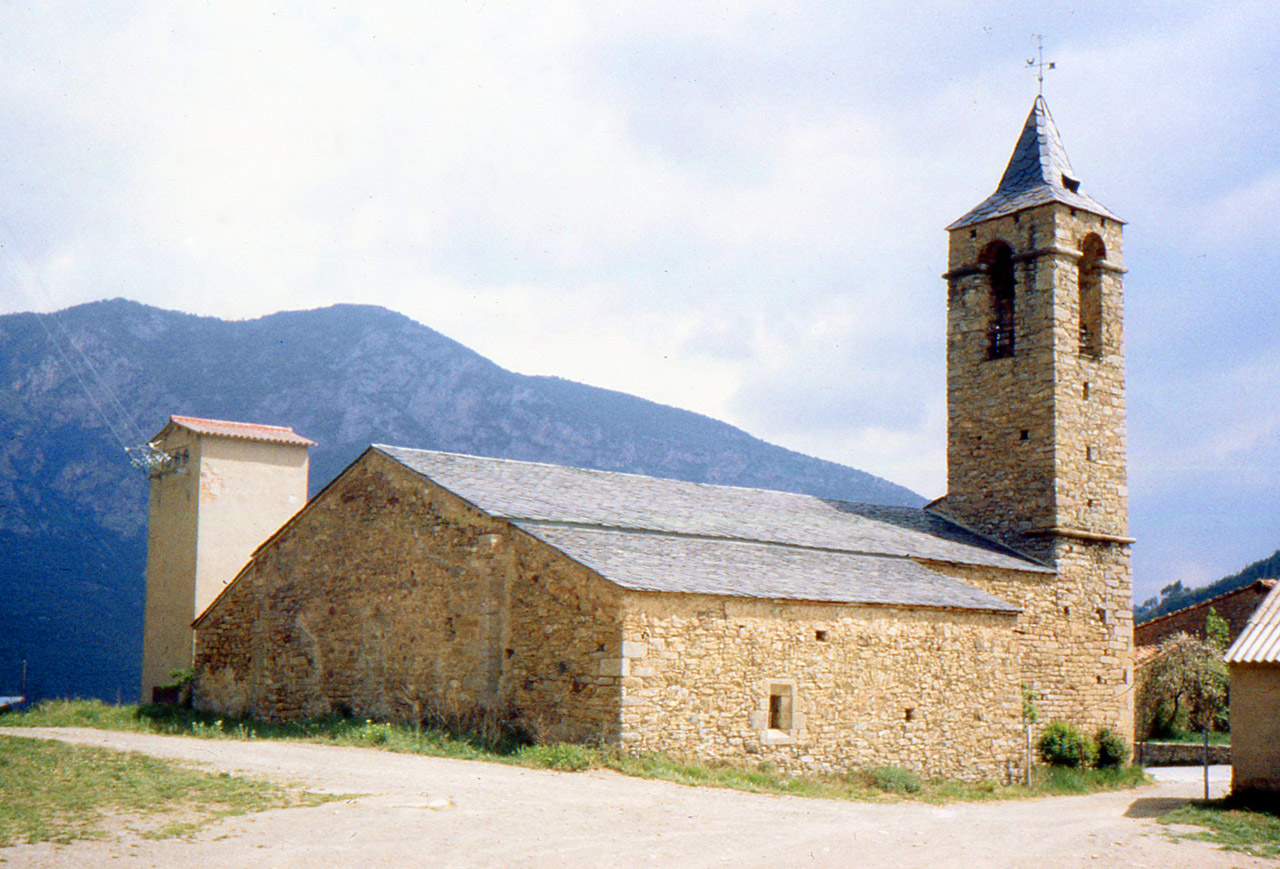
Kolumbenkirche
- Marienkapelle

- Burganlage von Arsèguel
- Kolumbenkirche